# ثورلاكشوفن
ثورلاكشوفن هي بلدة تقع على الساحل الجنوبي لأيسلندا في بلدية أولفوس.
سُميت المدينة على اسم القديس ثورلاك الذي كان أسقفًا في سكالهولت. تكمن أهميتها الرئيسية بمينائها حيث أن هذا الميناء الوحيد على الساحل الجنوبي لأيسلندا بين غريندافيك في الغرب وهوفن في الشرق. يمر من الميناء عبارات شحن أسبوعية مباشرة إلى روتردام هيرتشالز التي تديرها شركة Faroese Smyril Line. وهي أيضًا واحدة من نقطتي المغادرة للعبارات إلى أرخبيل فيستمانايجار. وتشمل الخدمات، المطاعم والسياحة وملعب الجولف وملعب موتوكروس والتخييم ومجمع رياضي وحمام سباحة. توجد في المدينة العديد من شركات معالجة الأسماك. تعد العديد من مزارع السلمون (أرنارلاكس، جيو سالمو، لانديلدي، لاكس إلدي) من بين أكبر المزارع في البلاد في غرب هذه المدينة.

## التاريخ والثقافة
بدأ بناء كنيسة ثورلاكشوفن، وهي كنيسة بروتستانتية حديثة، في عام 1979.  كُرست الكنيسة في عام 1985. توجد أماكن تاريخية مختلفة بالقرب من المدينة، على سبيل المثال، كنيسة خشبية يعود تاريخها إلى عام 1909 في مزرعة كوستروند.

## بنية تحتية
تقع قاعة بلدية أولفوس في المدينة يوجد هناك مجموعة متنوعة من المتاجر، مركز تجاري، مدرسة ابتدائية، روضة أطفال، مكتبة عامة، مركز رعاية صحية، صيدلية، محطة وقود والعديد من محلات إصلاح السيارات.

## الرياضة
اعتبارًا من عام 2023، يلعب نادي كرة القدم المحلي للبلدة في دوري الدرجة الثانية الأيسلندي. يلعبون ألعابهم المنزلية في ثورلاكشوفن.

## المعالم السياحية
في محيط المدينة، نجد العديد من المعالم السياحية وأماكن لمشاهدتها:
- شواطئ الرمال السوداء في هافنارسكايد، شرقي المدينة.
- المنحدرات البحرية البازلتية وأقواس المنحدرات، غرب المدينة.
- نفق الحمم البركانية في راوفارهولشيلير الذي يبلغ طوله (1.5 كم).
- أنبوب أرناركر للحمم البركانية (0.5 كم).
- فوهة ستوري ميتيل (واحدة من أكبر الفوهات في جنوب غرب أيسلندا).
- مخاريط هنوكار البركانية في بركان سيلفوغشيدي.
- جبل جيتافيل تيبل (معلم محلي كما يظهر في خلفية المدينة)
- قمة جبل ليتلي ميتيل مع جدار فوتابيرج التكتوني على منحدراته.

## أشخاص بارزون من ثورلاكشوفن
- بيرجورا أرنادوتير مغنية شعبية.
- بيرجيتا يونسدوتير سياسية وشاعرة وناشطة.
- جون غوني فجولسون: لاعب كرة قدم يلعب حاليًا مع نادي نورشوبينغ.
- جوناس سيجورسون: (جوناس سيج) موسيقي.